# Каліна (народ)
Каліна (також відомі як кариби або континентальні кариби та ще за кількома назвами) — народ індіанців, тубільне населення північного узбережжя Південної Америки. У наші часи, каліна живуть переважно у селах вздовж берегів річок та океанічного узбережжя у Венесуелі, Гаяні, Суринамі, Французькій Гвіані та Бразилії. Вони говорять карибською мовою, що належить до сім'ї карибських мов. Вони можуть бути споріднені з острівними карибами з Карибських островів, проте їхні мови не споріднені.